# Макдонелл, Артур Энтони
А́ртур Э́нтони Макдо́нелл (11 мая 1854, Музаффарпур, Индия — 28 декабря 1930, Оксфорд, Англия) — известный английский санскритолог и индолог.

## Биография
Родился в 1854 году в Музаффарпуре, Северный Бихар, Индия в семье британцев. Образование получал сначала в Гёттингенском университете, затем был зачислен в Колледж Корпус-Кристи в Оксфорде. Здесь Артур Макдонелл изучал классическую филологию и получил три стипендии на изучение языков: санскрита, немецкого и китайского. Окончив колледж с отличием в 1880 году, он был назначен учителем немецкого языка в Институт Тэйлора в Оксфорде. В 1883 году он получил звание доктора философии в Лейпцигском университете. В 1899 году Макдонелл стал профессором санскрита и смотрителем Индийского Института в Оксфорде.
Научная работа Артура Макдонелла лежала преимущественно в области Вед и всего, что с ними связано. Он издавал различные санскритские тексты, опубликовал грамматику ведийского языка, составил словарь санскрита и хрестоматию ведийских текстов, написал работы по ведийской мифологии и истории санскритской литературы.

## Избранная библиография
- Katyayana’s Sarvanukramani of the Rigveda: with extracts from Shadgurusishya’s commentary entitled Vedarthadipika (1886)
- A History of Sanskrit Literature, Kessinger Publishing (published 2004), ISBN 1-4179-0619-7
- The Brhad-Devata Attributed to Saunaka : A Summary of the Deities and Myths of the Rgveda--Critically edited in the original Sanskrit with an introduction and seven appendices and translated into English with critical and illustrative notes, Arthur Anthony MacDonell. Cambridge, 1904. 2 v., xxxv, 198, 334 p.
- History of Vedic Grammar, A. A. Macdonell. Delhi, Sanjay Prakashan, 2004, iv, 448 p., ISBN 81-7453-143-2.
- History of Vedic Mythology, A. A. Macdonell. New Delhi, Sanjay Prakashan, 2004, ix, 270 p., ISBN 81-7453-103-3.
- A practical Sanskrit dictionary with transliteration, accentuation, and etymological analysis throughout. London: Oxford University Press, 1929
- A Sanskrit Grammar for Students, Arthur Anthony MacDonell, Oxford University Press, ISBN 0-19-815466-6.
- India’s past: a survey of her literatures, religions, languages and antiquities (1927)